# Hoheitsverwaltung
Die Hoheitsverwaltung ist der Teil der öffentlichen Verwaltung, der mit hoheitlichen Mitteln vorgeht. Demnach liegt Hoheitsverwaltung dann vor, wenn Verwaltungsorgane gemäß den gesetzlichen Ermächtigungen in jenen Rechtssatzformen handeln, die das öffentliche Recht für die Ausübung behördlicher Befugnisse zur Verfügung stellt. Dazu gehören die Erlassung von Bescheiden und Verordnungen ebenso wie die Ausübung unmittelbarer verwaltungsbehördlicher Befehls- und Zwangsgewalt. Im Gegensatz dazu spricht man von Privatwirtschafts- oder Fiskalverwaltung, wenn sich die Verwaltungsorgane jener Rechtssatzformen bedienen, die auch Privaten zur Verfügung stehen (z. B. Kauf- oder Dienstvertrag).